# Fläcksidig rörhöna
Fläcksidig rörhöna (Porphyriops melanops) är en sydamerikansk fågel i familjen rallar inom ordningen tran- och rallfåglar.

## Utseende och läte
Fläcksidig rörhöna är en rätt liten (22–30 cm) rall, mer lik en sumphöna i ’’Porzana’’ än en rörhöna i formen. Den har grått på huvud och bröst, varmbrun ovansida och bruna flanker med vita fläckar som gett arten sitt namn. Den gröna näbben är karakteristisk. Ung amerikansk rörhöna kan vara lik, men denna har mer smutsfärgad näbb och ett tydligt vitt streck på flankerna snarare än fläckar. Det vanligaste lätet är ett ihåligt kacklande liknat vid ett hysteriskt skratt. Ljuden är inledningsvis ljudstarka och långa för att senare kortas av och tona ut.

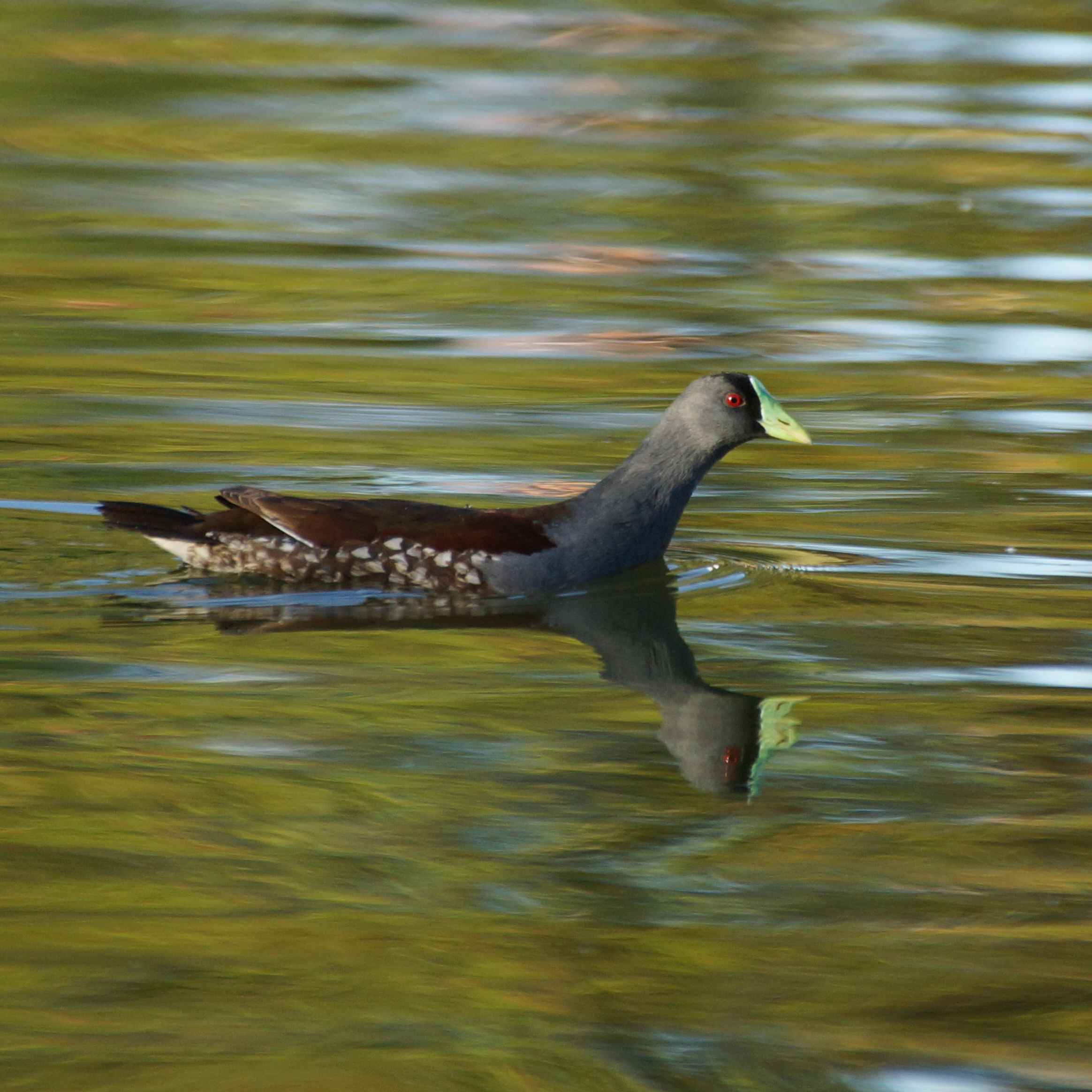

## Utbredning och systematik
Fläcksidig rörhöna förekommer i Sydamerika, i tre skilda områden. Den rörhöna delas in i tre underarter med följande utbredning:
- Porphyriops melanops bogotensis – förekommer i tempererade östra Anderna i Colombia
- Porphyriops melanops melanops – förekommer i Peru, östra Bolivia, östra Brasilien, Uruguay och Paraguay
- Porphyriops melanops crassirostris – förekommer i Argentina och Chile (utom allra längst söderut)

### Släktestillhörighet
Tidigare fördes fågeln till släktet Gallinula men placeras numera i som ensam art i Porphyriops efter DNA-studier som visar att den snarare står nära sumphönsen i Porzana.

## Levnadssätt
Fläcksidig rörhöna hittas i laguner och våtmarker där den oftast håller sig inne i vassen, men kan ibland ses simma eller gå ute i det öppna. Den bygger ett halvt kupolformat bo i vass eller på fuktig mark strax ovanför vattenytan. Däri lägger den fyra till åtta ägg.

## Status och hot
Arten har ett stort utbredningsområde och en stor population som är stabil. Utifrån dessa kriterier kategoriserar IUCN arten som livskraftig (LC).